# Bommert
Bommert ist eine Hofschaft in Halver im Märkischen Kreis im nordrhein-westfälischen Regierungsbezirk Arnsberg in Deutschland.

## Lage und Beschreibung
Bommert liegt auf einer Höhe von 366 Meter über Normalhöhennull im südlichen Halver nahe der Stadtgrenze zu Kierspe. Südlich des Ortes erhebt sich mit 383,2 Meter über Normalnull der Mühlenberg, dahinter liegt die Kerspetalsperre. Durch das von Agrarflächen umgebene Bommert fließt der Erlenbach, ein Zufluss der Talsperre. Nachbarorte sind Ober- und Niederbommert, Borkshof, Giersiepen, die Schanzmannsmühle und Schlachtenrade. Der Ort ist über Nebenstraßen erreichbar, die von der Kreisstraße 3 und der Landesstraße 284 abzweigen.
In der Hofschaft befindet sich das Feuerwehrhaus der Freiwilligen Feuerwehr Bommert.

## Geschichte
Bommert wurde erstmals 1819 als Mittlere Bommert urkundlich erwähnt, die Entstehungszeit der Siedlung wird um 1800 vermutet. Bommert ist ein Abspliss von Oberbommert.

## Wander- und Radwege
Folgende Wanderwege führen an dem Ort vorbei:
- Der Halveraner Rundweg
- Der Rönsahler Ortsrundwanderweg A6 (Rund um die Kerspetalsperre).